# J-drama
J-drama, förkortning av Japanese drama enligt samma princip som J-pop, är en populär förkortning för japanska televiserade dramaserier. Benämningen J-drama används enbart utanför Japan, medan man i Japan säger dorama (ドラマ) eller renzokudorama (連続ドラマ, ungefär följetongsdrama). De japanska benämningarna utnyttjas i princip för såväl inhemska som utländska produktioner, även om utländska tv-serier inte åtnjuter någon stor popularitet. J-drama baseras ofta på manga eller anime.

## Beskrivning
En japansk tv-serie är vanligtvis 11 eller 12 avsnitt lång, vart och ett 45 minuter långa – förutom första avsnittet som kan hålla på lite längre. Är serien framgångsrik kan man även producera en TV-special, som utspelar sig utanför seriens ramhandling och i princip kan fungera som en fristående TV-film. Ibland tillför den något nytt, men för det mesta[källa behövs] är den ett onödig bihang.
Populära "j-dramor" är bland andra Great Teacher Onizuka, Summer Snow, Narita Rikon, Star no koi, Hana yori dango, Gokusen och Nodame Cantabile. Dessa baserar sig i många fall på populär manga eller anime.